# Поникаров, Артём Антонович
Арте́м Анто́нович Поника́ров (род. 5 января 1997, Санкт-Петербург) — российский футболист, защитник любительского клуба «Тандем», тренер.

## Карьера игрока

### Клубная карьера
Родился в Санкт-Петербурге.
В 2005 году начал заниматься футболом в петербуржской СДЮСШОР-2 «Московская застава». Летом 2007 года перешёл в «Смену» к тренеру Алексею Юрьевичу Тихомирову.
В 2013—2016 годах играл в молодёжном первенстве за «Зенит», также выступал в Юношеской лиге УЕФА. Зимой 2016 года проходил сборы с основной командой. 
В июле 2016 года перешёл в «Мастер-Сатурн».
25 февраля 2017 года подписал первый профессиональный контракт с клубом «Афипс». 16 апреля 2017 года дебютировал за клуб в матче первенства ПФЛ против «Кубани-2».
1 сентября 2017 года перешёл в московский «Локомотив». Провел 2 матча за фарм-клуб «Локомотив-Казанка», в основном выступая в молодёжном первенстве.
5 июля 2018 года на правах свободного агента пополнил состав московского «Торпедо». С командой в сезоне 2018/19 стал победителем первенства ПФЛ (зона «Центр»).
11 июля 2019 года перешёл в новороссийский «Черноморец».
25 сентября 2020 года присоединился к белорусскому клубу «Слуцк». 27 сентября 2020 года сыграл дебютный матч в Высшей лиге против брестского «Руха».
В феврале 2021 года подписал контракт с клубом «Родина». В сезоне 2021/22 клуб стал занял 1-е место во Втором дивизионе (группа 3).
Летом 2023 года перешёл в любительский клуб «Родина Медиа».

### Карьера в сборной
В 2013 году провёл 2 матча за сборную России (до 16 лет).

## Тренерская карьера
18 июня 2024 года вошёл в тренерский штаб Вадима Борца в академии «Родины». 30 января 2025 года покинул академию.

## Статистика выступлений
| Выступление         | Выступление      | Выступление      | Лига | Лига | Кубки | Кубки | Стыковые матчи | Стыковые матчи | Итого | Итого |
| Клуб                | Лига             | Сезон            | Игры | Голы | Игры  | Голы  | Игры           | Голы           | Игры  | Голы  |
| ------------------- | ---------------- | ---------------- | ---- | ---- | ----- | ----- | -------------- | -------------- | ----- | ----- |
| Афипс               | ПФЛ              | 2016/17          | 3    | 0    | 0     | 0     | —              | —              | 3     | 0     |
| Афипс               | Итого            | Итого            | 3    | 0    | 0     | 0     | —              | —              | 3     | 0     |
| → Локомотив-Казанка | ПФЛ              | 2017/18          | 2    | 0    | —     | —     | —              | —              | 2     | 0     |
| → Локомотив-Казанка | Итого            | Итого            | 2    | 0    | —     | —     | —              | —              | 2     | 0     |
| Торпедо (Москва)    | ПФЛ              | 2018/19          | 18   | 1    | 1     | 0     | —              | —              | 19    | 1     |
| Торпедо (Москва)    | Итого            | Итого            | 18   | 1    | 1     | 0     | —              | —              | 19    | 1     |
| Черноморец          | ПФЛ              | 2019/20          | 19   | 1    | 4     | 0     | —              | —              | 23    | 1     |
| Черноморец          | Итого            | Итого            | 19   | 1    | 4     | 0     | —              | —              | 23    | 1     |
| Слуцк               | Высшая лига      | 2020             | 7    | 0    | 1     | 0     | 0              | 0              | 8     | 0     |
| Слуцк               | Итого            | Итого            | 7    | 0    | 1     | 0     | 0              | 0              | 8     | 0     |
| Родина              | ПФЛ              | 2020/21          | 8    | 0    | 0     | 0     | —              | —              | 8     | 0     |
| Родина              | Второй дивизион  | 2021/22          | 24   | 0    | 0     | 0     | —              | —              | 24    | 0     |
| Родина              | Итого            | Итого            | 32   | 0    | 0     | 0     | —              | —              | 32    | 0     |
| → Родина-2          | Вторая лига      | 2022/23          | 5    | 0    | —     | —     | —              | —              | 5     | 0     |
| → Родина-2          | Итого            | Итого            | 5    | 0    | —     | —     | —              | —              | 5     | 0     |
| Родина Медиа        | МФЛ              | 2023             | —    | —    | 1     | 0     | —              | —              | 1     | 0     |
| Родина Медиа        | Итого            | Итого            | —    | —    | 1     | 0     | —              | —              | 1     | 0     |
| Всего за карьеру    | Всего за карьеру | Всего за карьеру | 86   | 2    | 7     | 0     | 0              | 0              | 93    | 2     |

## Достижения
«Афипс»
- Серебряный призёр ПФЛ (зона «Юг»): 2016/17

«Локомотив-Казанка»
- Бронзовый призёр ПФЛ (зона «Запад»): 2017/18

«Торпедо» (Москва)
- Победитель ПФЛ (зона «Центр»): 2018/19
- Итого : 1 трофей

«Родина»
- Победитель Второго дивизиона (группа 3): 2021/22
- Итого : 1 трофей

«Родина-2»
- Бронзовый призёр Второй лиги (группа 3): 2022/23